# فلسفة بيئية

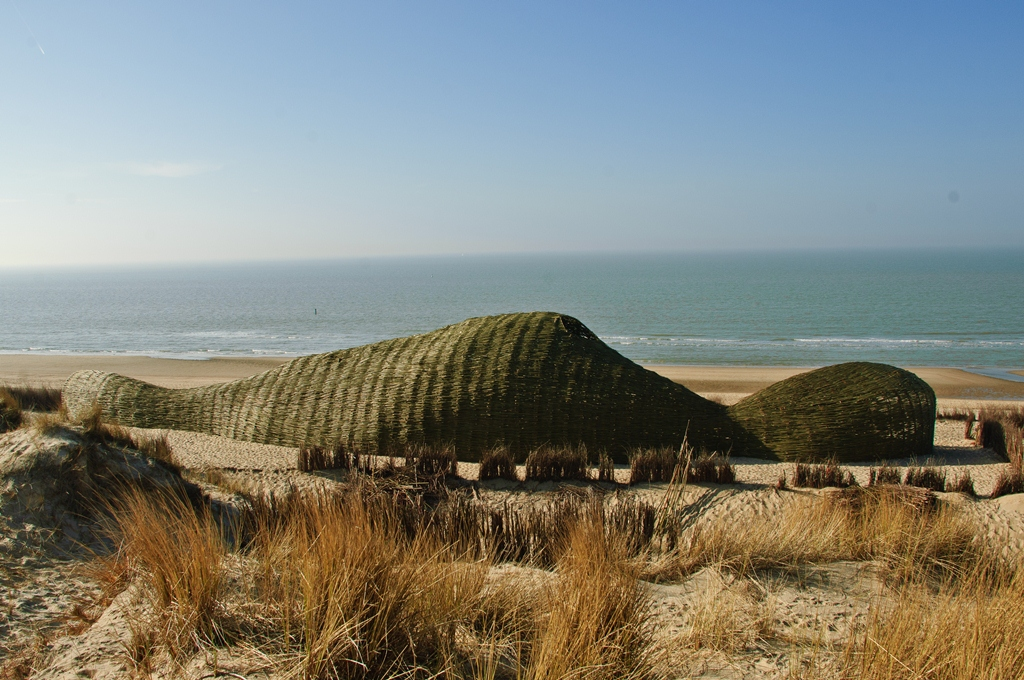

فلسفة البيئة أو الفلسفة البيئية، هو فرع من فروع الفلسفة الذي يهدف إلى دراسة البيئة الطبيعية والمكان وعلاقته بالإنسان.
وتشمل الفلسفة البيئية، الأخلاقيات البيئية وعلم الجمال البيئي والإيكولوجية النسوية.
تهتم الفلسفة البيئية بدراسة الظواهر الطبيعية.
برؤية فلسفية في تصاعد الأزمة البيئية للقرنين العشرين والحادي والعشرين.

## حقول الفلسفة البيئية
الفلسفة البيئية يمكن تقسيمها إلى 3 حقول رئيسية:
- الأخلاق البيئية:

التي تأكد أنه يمكن أن يحصل تقدم في إنهاء الأزمة البيئية عندما نتحدى المعايير الأخلاقية للمركزية البشرية و نوسع الإعتبارية الخلقية لتشمل الكائنات غير البشرية.
- الإيكولوجيا الجذرية:

```
تؤكد على أن المشاكل البيئية يجب أن تحل من جذورها.
```

- الإصلاحية المتمركزة بشريا:

ترى أن جذر مشكلاتنا البيئية لا يكمن في المركزية البشرية و المعايير البطريركية و لا في المؤسسات، بل إن تلوث الماء و الهواء والاستخدام المسرف للموارد الطبيعية و الممارسات الأخرى المؤذية بيئيا تنبع من السلوك الجاهل و الجشع و غير الشرعي و القليل البصيرة.
ويمكن كبح مثل هذه الممارسات الحمقاء الملائمة خلقيا عبر سن تشريعات و تغيير السياسة العامة، و زيادة التعليم، تغيير القوانيين الضريبية، و إعادة الأراضي العامة إلى مالكيها الخاصين، و التأكيد على الإلزامات الخلقية و تشجيع آخر لإستخدام رشيد للموارد الطبيعية.

## نبذة تاريخية
الدراسة الفلسفية للبيئة والوسط البيئي للإنسان ظهرا بشكل آخر في النصف الثاني من القرن العشرين، في وقت ظهور البوادر الأولى للأزمة البيئية العالمية التي ارتفعت حدتها اليوم بشكل خطير وجدي.